# Oravská Jasenica
Oravská Jasenica (in ungherese Jaszenica) è un comune della Slovacchia facente parte del distretto di Námestovo, nella regione di Žilina.
Diede i natali a Martin Hamuljak (1789-1859), importante personalità culturale della generazione di Anton Bernolák.

## Leggende
Una recente ricerca da parte della facoltà di antropologia dell'Università MIT individua Oravská Jasenica come il luogo dove è nata la leggenda di Excalibur.